# Olympische Sommerspiele 2008/Teilnehmer (Israel)
| Gelbes Symbol für Goldmedaillen mit stilisierten Olympischen Ringen | Graues Symbol für Silbermedaillen mit stilisierten Olympischen Ringen | Braundes Symbol für Bronzemedaillen mit stilisierten Olympischen Ringen |
| ------------------------------------------------------------------- | --------------------------------------------------------------------- | ----------------------------------------------------------------------- |
| —                                                                   | —                                                                     | 1                                                                       |

Israel nahm bei den Olympischen Sommerspielen 2008 in Peking zum 14. Mal an Olympischen Sommerspielen teil.
Das Team aus 43 Athleten war das größte in der israelischen Olympiahistorie. Als einziger Athlet konnte der Segler Shahar Zubari eine Medaille gewinnen.

## Medaillengewinner

### Bronze
| Name          | Sportart | Wettkampf  |
| ------------- | -------- | ---------- |
| Shahar Zubari | Segeln   | Windsurfen |

## Teilnehmer nach Sportarten

### Fechten
- Männer
  - Tomer Or (Florett)
- Frauen
  - Delila Hatuel (Florett)
  - Noam Mills (Degen)

### Judo
- Männer
  - Gal Yekutiel (bis 60 kg)
  - Ariel Zeevi (bis 100 kg)
- Frauen
  - Alice Schlesinger (bis 63 kg)

### Kanu
- Männer
  - Michael Kolganov (K-1 500 m und K-1 1000 m)

### Leichtathletik
- Männer
  - Aleksandr Averbukh (Stabhochsprung)
  - Itai Magidi (3000 m Hindernislauf)
  - Niki Palli (Hochsprung)
  - Haile Satayin (Marathon)

### Schießen
- Männer
  - Doron Egozi (10 m Luftgewehr und Kleinkaliber Dreistellungskampf 50 Meter)
  - Gil Simkovich (Kleinkaliber liegend 50 Meter und Kleinkaliber Dreistellungskampf 50 Meter)
  - Guy Starik (Kleinkaliber liegend 50 Meter)

### Schwimmen
- Männer
  - Guy Barne'a
  - Tom Be'eri
  - Itay Chama
  - Alon Mandel
  - Gal Nevo
  - Nimrod Shapira Bar-Or
- Frauen
  - Anna Gostomelsky

### Synchronschwimmen
- Frauen Duett
  - Anastasia Gloushkov
  - Inna Yoffe

### Segeln
- Männer
  - Udi Gal
  - Gideon Kliger (470er Jolle)
  - Shahar Zubari (Windsurfen) (Bronze )
- Frauen
  - Vered Buskila
  - Nike Kornecki (470er Jolle)
  - Maayan Davidovich (Windsurfen)
  - Nufar Edelman (Laser)

### Taekwondo
- Frauen
  - Bat-El Gatterer (bis 67 kg)

### Tennis
- Herrendoppel
  - Jonathan Erlich
  - Andy Ram
- Dameneinzel
  - Shahar Peer
  - Tzipora Obziler
- Damendoppel
  - Shahar Peer
  - Tzipora Obziler

### Turnen
- Männer
  - Alexander Shatilov (Kunstturnen)
- Frauen
  - Irina Risenzon (Gymnastik Einzel)
  - Neta Rivkin (Gymnastik Einzel)
  - Gymnastik Mannschaft
    - Olena Dvornichenko
    - Katerina Pisetsky
    - Maria Savenkov
    - Rahel Vigdorchick
    - Veronika Vitenberg